# Perscheloribates curvirhynchus
Perscheloribates curvirhynchus är en kvalsterart som först beskrevs av Wallwork 1977.  Perscheloribates curvirhynchus ingår i släktet Perscheloribates och familjen Scheloribatidae. Inga underarter finns listade i Catalogue of Life.